# كفر غنيم
قرية كفر غنيم هي إحدى القرى التابعة لمركز الرحمانية في محافظة البحيرة في جمهورية مصر العربية. حسب إحصاءات سنة 2006، بلغ إجمالي السكان في كفر غنيم 2292 نسمة، منهم 1113 رجل و1179 امرأة.

## التاريخ
قرية كفر غنيم من القرى القديمة، حيث وردت باسم «محلة مارية» في أعمال البحيرة ضمن قرى الروك الصلاحي التي أحصاها ابن مماتي في كتاب قوانين الدواوين، كما وردت باسم «محلة مارية» في أعمال البحيرة ضمن قرى الروك الناصري التي أحصاها ابن الجيعان في كتاب «التحفة السنية بأسماء البلاد المصرية». وفي العصر العثماني وردت باسم «محلة مارية» في التربيع العثماني الذي أجراه الوالي العثماني سليمان باشا الخادم في عصر السلطان العثماني سليمان القانوني ضمن قرى ولاية البحيرة، وفي تاريخ 1228هـ/1813م الذي عدّ قرى مصر بعد المسح الذي قام به محمد علي باشا باسم «كفر الحاج غنيم» ضمن قرى مديرية البحيرة. وفي سنة 1272هـ/1856م، اختصر الاسم إلى «كفر غنيم».